# Henry Ford II
Henry Ford II (Detroit, 4 settembre 1917 – Detroit, 29 settembre 1987) è stato un imprenditore statunitense, figlio di Edsel Ford e nipote di Henry Ford, fondatore della Ford, presidente dell'azienda di famiglia dal 1945 al 1979.

## Biografia
Nato in una delle famiglie più ricche ed influenti degli Stati Uniti, viene battezzato col nome del nonno, pioniere dell'automobile nel suo paese. Nel 1941 viene richiamato dalla Marina nel ruolo di capitano di corvetta, in attesa del primo imbarco per partecipare alla seconda guerra mondiale. La morte del padre, avvenuta nel 1943, lo conduce alla presidenza dell'azienda di famiglia, che avverrà legalmente nel 1945, ed al congedo militare. Nell'immediato dopoguerra Ford converte l'azienda, divenuta bellica durante il conflitto, riportandola alla costruzione di autoveicoli civili, iniziando la creazione di una forte capillarizzazione di vendita nei paesi europei.